# Landesgartenschau Leinefelde-Worbis 2026
Die Landesgartenschau Leinefelde-Worbis 2026 wird die 5. Landesgartenschau in Thüringen sein. Sie war ursprünglich für das Jahr 2024 geplant, wurde aber zunächst um ein Jahr verschoben.
Im Oktober 2023 fiel die Entscheidung über eine Verschiebung auf das Jahr 2026. Die Hauptgründe für die Verschiebung waren archäologische Funde in der Wüstung Kirrode, Verzögerungen bei den organisatorischen Vorbereitungen und fachliche Ratschläge aus dem Bereich des Gartenbaus.
Die Entscheidung für Leinefelde-Worbis als Ausrichtungsort fiel am 15. Mai 2018 und wurde von Ministerpräsident Bodo Ramelow und Landwirtschaftsministerin Birgit Keller bekannt gegeben. Dazu sind Investitionen von bis zu 5,2 Mio. Euro als Landesmittel vorgesehen. Leinefelde-Worbis setzte sich dabei gegen drei Mitbewerber durch.
Die Landesgartenschau wird im Jahr 2026 in der thüringischen Mittelstadt Leinefelde-Worbis im Landkreis Eichsfeld unter dem Motto „Aussöhnung zwischen Stadt und Landschaft“ stattfinden.
Der Birkungener Stausee gehörte zum erweiterten Gelände der Landesgartenschau. Aus Kostengründen musste er aber im Jahr 2023 für die LGS gestrichen werden. Sie konzentriert sich jetzt auf das Kerngelände Gartenstadt und Augarten.

## Arbeiten in Zusammenhang mit der LGS
Bereits im Vorfeld wurden im Leinefelder Süden 800 Garagen abgerissen, um Platz zu schaffen. Es wird ein neues Wohngebiet „Gartenstadt“ mit etwa 130 Wohneinheiten errichtet, das zum Teil erst nach dem Ende der LGS fertig gestellt wird.
Der Bach Ohne wird in sein ursprüngliches Bett zurückgeführt, um ihn zu verlangsamen. Den derzeitigen künstlichen Grabenlauf erhielt der Bach vor 50 Jahren.